# Besim Kurti
Besim Kurti (ur. 16 października 1949 w Tiranie) – albański reżyser i aktor. 

## Życiorys
W 1972 ukończył studia aktorskie w Instytucie Sztuk w Tiranie. Po studiach rozpoczął pracę w Studiu Filmowym Nowa Albania (alb. Kinostudio Shqiperia e Re), jako asystent reżysera Xhanfise Keko i Dhimitra Anagnostiego. Wystąpił także w kilku filmach fabularnych jako aktor drugoplanowy.
W roku 1977 wyreżyserował swój pierwszy samodzielny film - dokumentalny portret partyzanta-poety Memo Meto. Wyreżyserował osiem filmów, w tym dwa we współpracy z Dritą Koci i Ismailem Zhabiaku. Ten ostatni wobec choroby współreżysera dokończył samodzielnie.
Od 1990 pracował na stanowisku zastępcy dyrektora Teatru Narodowego w Tiranie.

## Filmy wyreżyserowane

### Filmy fabularne
- 1982: Ne ditet e pushimit we współpracy z Dritą Koci
- 1984: Fejesa e Blertes we współpracy z Ismailem Zhabiaku
- 1985: Mondi dhe Diana
- 1986: Bardhesi
- 1987: Kemishet me dylle
- 1988: Tre vetë kapërcejnë malin
- 1989: Djali elastik

### Filmy dokumentalne
- 1977: Bilbili i Laberise (Słowik Laberii)

## Role filmowe
- 1975: Ne fillim te veres jako żołnierz włoski Mikele
- 1976: Përballimi
- 1979: Balonat jako ojciec Gona
- 1981: Gjurme ne kaltersi jako Skender
- 2001: Chico
- 2001: Tirana viti zero
- 2003: Yllka jako szef policji
- 2006: Gjoleka, djali i Abazit